# Gliniarz z Beverly Hills
Gliniarz z Beverly Hills – nominowana do Oscara amerykańska komedia sensacyjna z 1984 roku w reżyserii Martina Bresta. Główną rolę zagrał Eddie Murphy.
Film zdobył Nagrodę Publiczności dla Ulubionego Filmu (1985) i był nominowany do Złotego Globu za najlepszy film- Komedia/Musical (1985). Zarobił 234 mln USD, co umieściło go na drugiej pozycji największych hitów roku 1984, zaraz po Pogromcach duchów. Ścieżka dźwiękowa ze słynnym motywem Axel F została nagrodzona Grammy.
W 2024 roku został wprowadzony do Narodowego Rejestru Filmowego Stanów Zjednoczonych jako film „znaczący kulturowo, historycznie bądź estetycznie”.

## Fabuła
Axel Foley (Eddie Murphy) jest czarnoskórym policjantem z Detroit. Podczas akcji pod przykrywką, gdy udaje handlarza nielegalnymi papierosami i chce dokonać transakcji z przestępcami, wywiązuje się pościg, którego efektem są duże zniszczenia w mieście. Po reprymendzie od przełożonego wraca do domu, gdzie spotyka przyjaciela z lat dziecięcych, Michaela Tandino (James Russo). Gdy wracają z libacji alkoholowej, zostają napadnięci. Axel traci przytomność po uderzeniu w głowę a Mikey zostaje zastrzelony. Foley chce poprowadzić śledztwo, jednak jego szef, inspektor Todd stanowczo mu zabrania. Gliniarz jednak nie odpuszcza i pod pretekstem urlopu chce rozwiązać zagadkę śmierci przyjaciela. Trop prowadzi go do Kalifornii, a dokładniej do Beverly Hills. Głównym podejrzanym Axela staje się Victor Maitland, który kieruje operacją przemycania narkotyków pod pozorem sprzedaży dzieł sztuki. Zatrudniał on Mikeya jako ochroniarza swoich magazynów. Obecność Foleya w Beverly Hills irytuje porucznika lokalnej policji, Bogomila (Ronny Cox). Posyła za nim ogon, w składzie którego są detektyw Billy Rosewood (Judge Reinhold) oraz sierżant John Taggart (John Ashton).

## Obsada
- Eddie Murphy – det. Axel Foley
- Judge Reinhold – det. William 'Billy' Rosewood
- John Ashton – det. sierż. John Taggart
- Lisa Eilbacher – Jeannette 'Jenny' Summers
- Ronny Cox – por. Andrew Bogomil
- Paul Reiser – Jeffrey
- Steven Berkoff – Victor Maitland
- Jonathan Banks – Zack
- Bronson Pinchot – Serge
- James Russo – Mikey Tandino

i inni.

## Nagrody i Nominacje
- Oscar
  - Nominowany do Oscara za Najlepszy scenariusz oryginalny – Danilo Bach i Daniel Petrie.
- BAFTA
  - Nominowany za muzykę – Harold Faltermeyer
- Nagroda Edgara Allana Poe
  - Nominowany za Najlepszy Film
- Złoty Glob
  - Nominowany do Złotego Globu za Najlepszą Komedię (1985)
  - Nominowany do Złotego Globu dla Najlepszego aktora komediowego – Eddie Murphy
- Grammy
  - Zdobył Grammy za Najlepszą ścieżkę dźwiękową – Marc Benno, Harold Faltermeyer, Keith Forsey, Micki Free, John Gilutin Hawk, Howard Hewett, Bunny Hull, Howie Rice, Sharon Robinson, Danny Sembello, Sue Sheridan, Richard Theisen, Allee Willis
- Nagroda Publiczności
  - Otrzymana jako Ulubiony film pełnometrażowy
- Nagroda Kaskadera
  - Dla Eddy'ego Donno za Najlepszą rolę kaskaderską w filmie pełnometrażowym